# James Matthew Barrie
Sir James Matthew Barrie, OM (9. května 1860 Kirriemuir – 19. června 1937 Londýn) byl skotský novinář, spisovatel a dramatik, jehož proslavila zejména postava Petra Pana. Narodil se ve Skotsku, kde také navštěvoval školu. Poté se přestěhoval do Londýna, kde napsal řadu románů a her, které se setkaly s úspěchem. Zde se seznámil i s chlapci Llewelyn Daviesovými, kteří jej inspirovali k napsání příběhu o chlapečkovi, který zažívá magická dobrodružství v Kensingtonských zahradách (příběh byl vydán až v roce 1902, kdy byl součástí románu The Little White Bird). Chlapci Barrieho inspirovali i k napsání „vílí hry“ Petr Pan aneb o chlapci, který nechtěl vyrůst vyprávějící příběh Petra Pana a obyčejné dívky jménem Wendy, jejichž společná dobrodružství byla zasazena do prostředí Země Nezemě. Dílo bylo vydáno jako divadelní hra v roce 1904 a hrálo se v jednom z divadel v londýnském West Endu, o sedm let později, v roce 1911, bylo dílo publikováno jako román.
Přestože úspěšně pokračoval v kariéře spisovatele, dílo Petr Pan zastínilo jeho další tvorbu. Barrie neoficiálně adoptoval chlapce Daviesovy poté, co jejich rodiče zemřeli. 14. června 1913 jej král Jiří V. povýšil do šlechtického stavu a v roce 1922 mu byl udělen Řád za zásluhy. Před svou smrtí věnoval veškerá práva na díla o Petru Panovi londýnské dětské nemocnici na Great Ormond Street.

## Život
J. M. Barrie se narodil ve skotském městečku Kirriemuir do chudé tkalcovské rodiny vyznávající kalvinismus. Barrie měl devět sourozenců, ale dva z nich umřeli ještě předtím, než se narodil. Všechny děti uměly číst, psát a počítat. Když bylo Barriemu osm let, byl poslán do soukromé akademie v Glasgow, kde se o něj starali jeho nejstarší sourozenci Alexander a Mary Ann, kteří na škole působili jako učitelé. Po dvou letech se vrátil domů a ve vzdělání pokračoval na akademii ve městě Forfar. Ve 14 letech znovu opustil domov a tentokrát navštěvoval akademii ve skotském městě Dumfries, kde se o něj opět starali jeho starší sourozenci Alexander a Mary Ann.
Barrie toužil stát se spisovatelem, ale rodiče jej od kariéry spisovatele odrazovali a snažili se jej přesvědčit, aby si vybral jinou profesi. S pomocí bratra Alexandera se mu podařilo dosáhnout kompromisu – bude chodit na vysokou školu, ale bude studovat literaturu. Nastoupil tedy na Edinburskou univerzitu. Během svého působení na univerzitě psal recenze divadelních her pro noviny Edinburgh Courant. Školu úspěšně ukončil v roce 1882 ziskem titulu M.A.
Po dokončení studia pracoval rok a půl jako novinář v novinách Nottingham Journal a později působil také v Londýně. Když byl doma v Kirriemuiru, poslal do londýnských novin St. James's Gazette příspěvek, při jehož psaní využil příběhů jeho matky o jejím rodném městě, které Barrie přejmenoval na „Thrums“. Šéfredaktorovi se tento příspěvek líbil natolik, že Barrie napsal sérii těchto příběhů.
V roce 1891 se Barrie seznámil s herečkou Mary Ansellovou. Barrie potřeboval herečku do inscenace jeho hry Walker, London (1892) a jeho přítel Jerome Klapka Jerome mu doporučil právě Ansellovou. Z Barrieho a Ansellové se záhy stali přátelé a když Barrie v letech 1893 a 1894 onemocněl, Ansellová pomáhala jeho rodině o něj pečovat. Krátce poté, co se Barrie uzdravil a Ansellová ukončila kariéru herečky, se pár 9. července 1894 vzal. Svatba se konala v domě Barrieho rodičů. Manželé neměli děti. V roce 1909 se Barrie zjistil, že jeho žena má poměr s jeho spolupracovníkem Gilbertem Cannanem. Aby se vyhnul skandálu, který obnáší rozvod, navrhl Barrie manželskou odluku pod podmínkou, že se Mary přestane vídat s Gilbertem. Mary odmítla, a tak v říjnu roku 1909 došlo k rozvodu. Přestože se Mary později za Cannana provdala, Barrie ji i nadále finančně podporoval.
Barrie zemřel roku 1937 na zápal plic v domě s pečovatelskou službou na Manchester Street v městské části Londýna Marylebone. Je pochován v rodném Kirriemuiru vedle jeho rodičů a dvou sourozenců. Z jeho místa narození na adrese 9 Brechin Road se stalo muzeum, které spravuje charitativní organizace National Trust for Scotland.

### Llewelyn Daviesovi
Llewelyn Daviesovi byli důležitou součástí Barrieho literárního, ale i osobního života. Rodinu tvořili Arthur (1863–1907), Sylvia (1866–1910) a jejich pět synů: George (1893–1915), John (1894–1959), Peter (1897–1960), Michael (1900–1921) a Nicholas (1903–1980). Barrie se s rodinou seznámil v roce 1897 v Kensingtonských zahradách, kam chodíval venčit svého bernardýna Porthose. Brzy se stal pravidelným návštěvníkem jejich domácnosti a společníkem Sylvie a jejich chlapců, přestože byl Barrie ženatý a Sylvia vdaná.
Barrie vytvořil postavu Petra Pana, aby zabavil George a Johna. Říkal jim, že jejich malý bratr Peter umí létat. Tvrdil, že než se miminka narodí, jsou to ptáci a rodiče dávají do oken dětských pokojíčků mříže, aby jim jejich malé ratolesti neuletěly. Tak se zrodil příběh o chlapci, který opravdu odletěl.
Když v roce 1907 zemřel Arthur Llewelyn Davies, začal Barrie rodinu podporovat i finančně. O tři roky později zemřela i Sylvia a Barrie tvrdil, že se před její smrtí zasnoubili. V její poslední vůli o tomto nebyla žádná zmínka, ale Sylvia v ní vyslovila své přání, aby se „J. M. B.“ stal opatrovníkem jejích chlapců, a to společně se Sylviinou matkou Emmou, jejím bratrem Guy du Maurierem a Arturovým bratrem Comptonem. Tímto způsobem Sylvia vyjádřila svou důvěru v Barrieho jako opatrovníka chlapců a společně s ní i přání, aby „s ním (a jejich strýci) chlapci jednali s naprostou důvěrou a upřímností a aby s ním o všem mluvili.“ Později, když Barrie vytvářel kopii Sylviiny poslední vůle pro její rodinu, vložil své jméno na jiné místo. Sylvia si přála, aby se o chlapce nadále starala jejich chůva Mary Hodgsonová a aby jí pomáhala Jenny, Maryina sestra. Ale místo „Jenny“ do vůle Barrie dopsal jméno „Jimmy“, kterým mu Sylvia přezdívala. Barrie a Hodgsonová spolu nevycházeli dobře, ale pro chlapce byli dobrými náhradními rodiči.
Barrie udržoval přátelské vztahy i s dalšími dětmi, a to jak před seznámením s Daviesovými, tak i poté, co vyrostli. Kvůli tomu se začaly objevovat ničím nepodložené spekulace, že Barrie je pedofil. Jedním zdrojem těchto spekulací je scéna z románu The Little White Bird, ve které protagonista díla malému chlapci pomáhá se svléknout, nachystat na spánek a na žádost chlapce poté spolu spí v jedné posteli. Avšak neexistují žádné důkazy o tom, že by Barrie nějakým způsobem děti zneužíval a že z toho byl v té době podezříván. Nico, nejmladší z bratrů, tvrzení, že se Barrie choval nevhodně, jako dospělý popřel.

### Společenské kontakty
Barrie se pohyboval v literárních kruzích a kromě lidí, se kterými spolupracoval, měl spoustu slavných přátel. S dalším Skotem Robertem Louisem Stevensonem, který v té době žil na Samoi, si dlouho dopisovali. Stevenson Barrieho dokonce pozval na návštěvu, ale spisovatelé se nikdy nepotkali. Přátelil se i s dalším skotským spisovatelem S. R. Crockettem. George Bernard Shaw byl několik let Barrieho sousedem v Londýně a jednou dokonce hrál ve westernu, ke kterému Barrie napsal scénář a zfilmoval jej. Dalším Barrieho přítelem byl H. G. Wells, který se snažil zakročit, když se Barriemu rozpadlo manželství. Zatímco bydlel v Londýně, Barrie se díky Hughovi Cliffordovi seznámil s Thomasem Hardym.
Společně s několika britskými spisovateli, kteří v té době patřili mezi ty nejznámější, hrával Barrie kriket. Patřili mezi ně už zmíněný H. G. Wells, Rudyard Kipling, Arthur Conan Doyle, P. G. Wodehouse, Jerome K. Jerome, G. K. Chesterton, A. A. Milne, E. W. Hornung, A. E. W. Mason, Walter Raleigh, E. V. Lucas, Maurice Hewlett, Owen Seaman, Bernard Partridge, George Cecil Ives, George Llewelyn Davies a syn Alfreda Tennysona.
Barrie se spřátelil s cestovateli a výzkumníky Josephem Thomsonem a Robertem Falconem Scottem. Barrie byl dokonce kmotrem Scottova syna Petera.
V roce 1896 Barrieho jeho agent Addison Bright přesvědčil, aby se setkal s Charlesem Frohmanem, který působil jako producent na Broadwayi. Frohman se stal Barrieho investorem, ale také jeho blízkým přítelem.
Ve 30. letech 20. století se Barrie seznámil s dcerami Jiřího VI., budoucí královnou Alžbětou II. a princeznou Margaret, kterým vyprávěl příběhy. Tříletá princezna Margaret po setkání s Barriem prohlásila: „Je to můj nejlepší přítel a já jsem jeho nejlepší přítelkyně.“

## Dílo

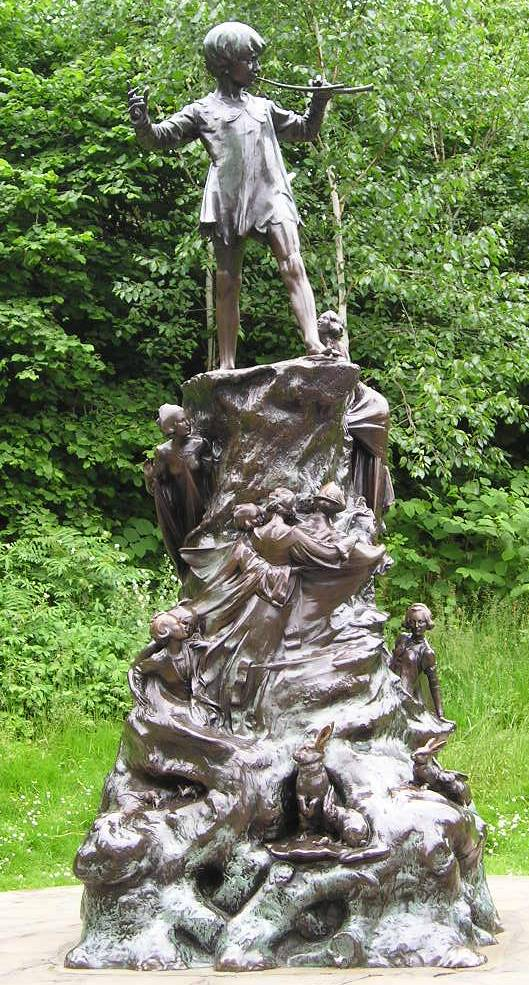
Socha Petra Pana v Kensingtonském parku v Londýně

Barrie bývá obvykle řazen k symbolismu nebo novoromantismu, oba směry ovšem přesahuje zálibou ve fantaskním ději, vpřádáním nadpřirozena do reality, subtilními hříčkami se symboly a patosem, který přechází až v nasládlou, potažmo nevkusnou sentimentálnost.

### Petr Pan
Postava Petra Pana se poprvé objevila v knize The Little White Bird, kterou v roce 1902 ve Spojeném království vydalo nakladatelství Hodder & Stoughton. Ve Spojených státech amerických kniha vycházela v témže roce na pokračování v magazínu Scribner's Magazine.
Petr Pan vznikl původně jako divadelní hra nazvaná Petr Pan aneb o chlapci, který nechtěl vyrůst, jež byla poprvé uvedena roku 1904 v Londýně v divadle Duke of York's Theatre, které je součástí londýnské oblasti divadel West End. V této hře byla divákům poprvé představena i postava Wendy. Ta byla inspirována Barrieho kamarádkou Margaret Henlyovou. Scény, které se odehrávají v Bloomsbury, znázorňují společenská omezení svazující střední společenskou třídu pozdního viktoriánského a eduardovského období, a dávají je do kontrastu se světem Země Nezemě, kde morálka nemá tak jasné hranice. George Bernard Shaw řekl, že „hra je zdánlivě napsána pro děti, ale doopravdy je hrou pro dospělé lidi,“ čímž naznačuje, že v Barrieho díle se nachází hlubší společenské metafory.
Barriemu se po Petru Panovi dostalo značného úspěchu, mnoho jeho dalších her se zabývá společenskými otázkami. V roce 1910 bylo vydáno dílo The Twelve Pound Look, které pojednává o ženě, jež opustí svého „typického“ manžela poté, co si začne sama vydělávat. Hry Mary Rose (1920) a Dear Brutus (1917) se znovu zabývají tématy nestárnoucího dítěte a paralelních světů.
Po mnoha úspěšných představeních dal J. M. Barrie v roce 1911 své divadelní hře knižní podobu pod názvem Petr a Wendy. Hra i kniha se později dočkaly přejmenování na Petr Pan. Pod tímto názvem je známe dodnes.
Příběhy Petra Pana se dočkaly řady filmových a muzikálových zpracování a mnoha upravených a převyprávěných knižních vydání. V Kensingtonském parku v Londýně odhalili v roce 1912 Petru Panovi sochu.

#### Knihy o Petru Panovi
- Malý bílý ptáček (1902, The Little White Bird)
- Petr Pan (1904, Peter Pan)
- Petr Pan v Kensingtonském parku (1906, Peter Pan in Kensington Gardens)
- When Wendy Grew Up: An Afterthought (napsáno 1908, publikováno 1957)
- Petr a Wendy (1911, Peter Pan and Wendy)

#### České překlady
- Petr Pan v Kensingtonském parku, překlad: Jirka Malá, Praha: Pražská akc. tiskárna, 1925
- Petr Pan a Wendy, překlad: Jirka Malá, Praha: Pražská akc. tiskárna, 1926–1927
- Petr Pan a Wendy, překlad Lenka Landová, Praha: Kentaur, 1991, ISBN 80-85285-05-3
- Petr Pan, překlad Pavel Šrut, Praha: Albatros, 1997, ISBN 80-00-00499-2

#### Film
V roce 2004 natočil režisér Marc Foster britsko-americký film Hledání Země Nezemě, který byl inspirován právě Barrieho životem. Hlavní postavu ztvárnil Johnny Depp. Ve filmu dále hrály hollywoodské hvězdy jako Kate Winslet a Dustin Hoffman. Film byl nominován na 6 Oscarů, autor hudby k tomuto snímku se stal držitelem Oscara za nejlepší původní hudbu.

### Další díla
- Better Dead (1887)
- Auld Licht Idylls (1888)
- When a Man's Single (1888)
- A Window in Thrums (1889)
- My Lady Nicotine (1890), znovu vydáno v roce 1926 s podtitulem A Study in Smoke
- The Little Minister (1891)
- Richard Savage (1891)
- Ibsen's Ghost (Toole Up-to-Date) (1891)
- Walker, London (1892)
- Jane Annie (opera), hudbu napsal Ernest Ford, libreto napsali Barrie a Arthur Conan Doyle (1893)
- A Powerful Drug and Other Stories (1893)
- A Tillyloss Scandal (1893)
- Two of Them (1893)
- A Lady's Shoe (1893) (dvě povídky: A Lady's Shoe, The Inconsiderate Waiter)
- Life in a Country Manse (1894)
- Scotland's Lament: A Poem on the Death of Robert Louis Stevenson (1895)
- Sentimental Tommy, The Story of His Boyhood (1896)
- Margaret Ogilvy (1896)
- Jess (1898)
- Tommy and Grizel (1900)
- The Wedding Guest (1900)
- The Boy Castaways of Black Lake Island (1901)
- Quality Street (drama) (1901)
- The Admirable Crichton (drama) (1902)
- Little Mary (drama) (1903)
- Alice Sit-by-the-Fire (drama) (1905)
- Pantaloon (1905)
- What Every Woman Knows (drama) (1908)
- Half an Hour (drama) (1913)
- Half Hours (1914), obsahuje:
  - Pantaloon
  - The Twelve-Pound Look
  - Rosalind
  - The Will
- The Legend of Leonora (1914)
- Der Tag (The Tragic Man) (krátké drama) (1914)
- The New Word (drama) (1915)
- Charles Frohman: A Tribute (1915)
- Rosy Rapture (drama) (1915)
- A Kiss for Cinderella (drama) (1916)
- Real Thing at Last (drama) (1916)
- Shakespeare's Legacy (drama) (1916)
- A Strange Play (drama) (1917)
- Charwomen and the War nebo The Old Lady Shows her Medals (drama) (1917)
- Dear Brutus (drama) (1917)
- La Politesse (drama) (1918)
- Echoes of the War (1918), čtyři dramata:
  - The New Word
  - The Old Lady Shows Her Medals
  - A Well-Remembered Voice
  - Barbara's Wedding
- Mary Rose (1920)
- The Twelve-Pound Look (1921)
- Courage, proslov rektora přednesen na Univerzitě v St Andrews
- The Author (1925)
- předmluva ke knize Scott's Last Expedition (poprvé vydáno v roce 1913, předmluva byla součástí pouze vydání z roku 1925)
- Cricket (1926)
- Shall We Join the Ladies? (1928), obsahuje:
  - Shall We Join the Ladies?
  - Half an Hour
  - Seven Women
  - Old Friends
- The Greenwood Hat (1930)
- Farewell Miss Julie Logan (1932)
- The Boy David (1936)
- treatment k filmu As You Like It (1936)
- M'Connachie and J. M. B. (1938)
- The Reconstruction of the Crime (drama), napsáno společně s E. V. Lucasem (nedatováno, poprvé vydáno v roce 2017)
- Stories by English Authors: London (výběr proveden magazínem Scribner's, jako přispěvatel)
- Stories by English Authors: Scotland (výběr proveden magazínem Scribner's, jako přispěvatel)
- předmluva k románu The Young Visiters or, Mr. Salteena's Plan od Daisy Ashfordové
- The Earliest Plays of J. M. Barrie: Bandelero the Bandit, Bohemia and Caught Napping, editoval R. D. S. Jack (2014)